# Michael Laucke

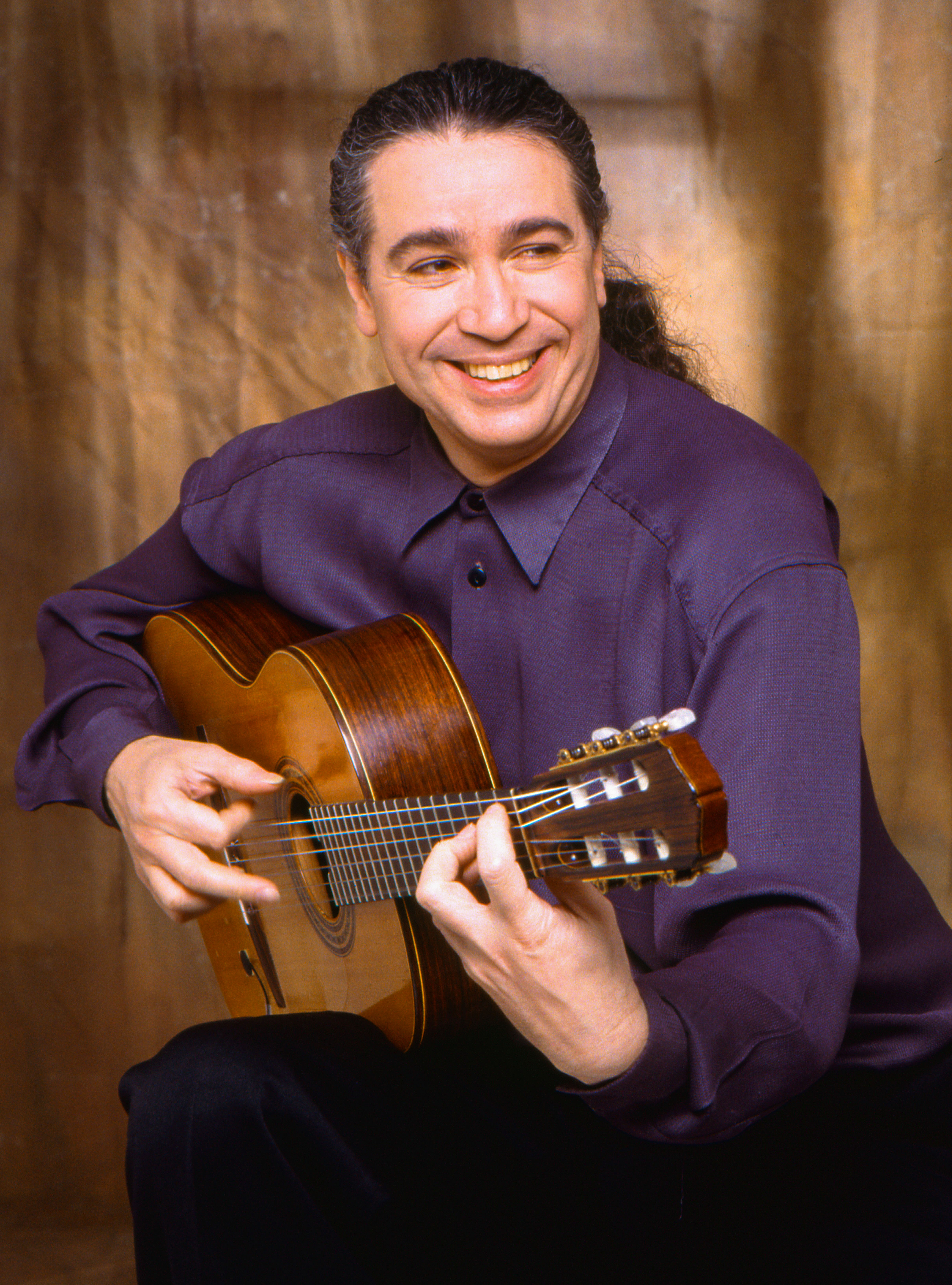
Michael Laucke 2011

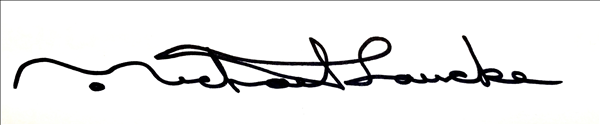
Unterschrift

Michael Laucke (* 29. Januar 1947 in Montreal; † 2. Dezember 2021 in Montreal) war ein kanadischer Gitarrist.

## Leben
Laucke hatte von 1964 bis 1967 Unterricht in Jazzgitarre bei Frank Quinn. Daneben studierte er Musiktheorie privat bei Frank Mella (1966–1969) und an der Universität Montreal bei Luce Baudet. Von 1966 bis 1972 nahm er Unterricht in klassischer Gitarre bei Rolando Valdés-Blain in New York. Dort lernte er den Gitarristen Paco de Lucía kennen, der ihn in die Flamencomusik einführte.
Nach Auftritten in der spanischen Botschaft in New York und in der National Gallery of Art in Washington begann er nach seiner Rückkehr nach Kanada eine Laufbahn als Sologitarrist. Ergänzend besuchte er Kurse von Julian Bream, Alirio Díaz und Oscar Ghiglia. 1973 produzierte Radio-Québec eine Dokumentation über ihn. Mit dem Flötisten Sayyd Abdul Al-Khabyyr und der Sopranistin Pauline Vaillancourt gründete er 1976 das TRIO 3, das bis 1980 bestand. Im gleichen Jahr begann er an der Concordia University zu unterrichten. 1982 nahm er an einer Meisterklasse Andrés Segovias teil, die im Metropolitan Museum of Art in New York vom PBS gefilmt wurde.
Laucke gab Konzerte u. a. in England in der Wigmore Hall, in den USA in der Carnegie Hall, in Bulgarien, China, Spanien, Israel, Indien, Japan, Marokko, Pakistan und Russland. Sein Repertoire umfasste das gesamte Werk für Gitarre von Heitor Villa-Lobos, daneben spielte er auch eigene Kompositionen und Arrangements. Mehr als zwanzig Werke wurden von kanadischen Komponisten für ihn komponiert, darunter Le Sommeil, le regard, le choix von Michel-Georges Brégent, Me duele España von François Morel, Exploration von Jean Papineau-Couture und Pour guitare von Claude Vivier.
Auftritte hatte Laucke auch mit dem Montreal Symphony Orchestra, dem Orchester der Société de musique contemporaine du Québec, dem McGill Chamber Orchstra, dem Geiger Eugène Husaruk, der Sängerin Riki Turofsky und den Flamencotänzerinnen Sonia del Rio und Lina Moros. Für seine Aufnahme von Werken William Waltons, Richard Rodney Bennetts und François Morels erhielt er 1979 den Grand Prix du disque des Canadian Music Council.